# Latinska dolina
Latinska dolina (italijansko Valle Latina) je geografska in zgodovinska regija Italije, ki se razteza od juga Rima do Cassina ter ustreza vzhodnemu predelu starorimskega Lacija (Latium).
Glavna mesta doline so Frosinone, Cassino, Sora, Grottaferrata, Anagni in Alatri.